# Сельское поселение Волчанка
Волчанка — сельское поселение в Красноармейском районе Самарской области.
Административный центр — село Волчанка.

## Административное устройство
В состав сельского поселения Волчанка входят:
- село Волчанка,
- посёлок Дубовка,
- деревня Александровка,
- деревня Арсентьевка,
- деревня Натальино,
- деревня Нестеровка.